# Bedniáguina
Bedniáguina (del ruso: Беднягина) es un jútor del raión de Timashovsk del krai de Krasnodar, en el sur de Rusia. Está situado a orillas del río Kirpiltsy, afluente del río Kirpili, 12 km al sureste de Timashovsk y 53 km al norte de Krasnodar, la capital del krai. En 2010, tenía 2417 habitantes.
Es cabeza del municipio Kubanets.

## Economía y transporte
Es el centro administrativo del sovjós Kubanets.
Cuenta con una plataforma en la línea ferroviaria Krasnodar-Timashovsk.